# 商那和修

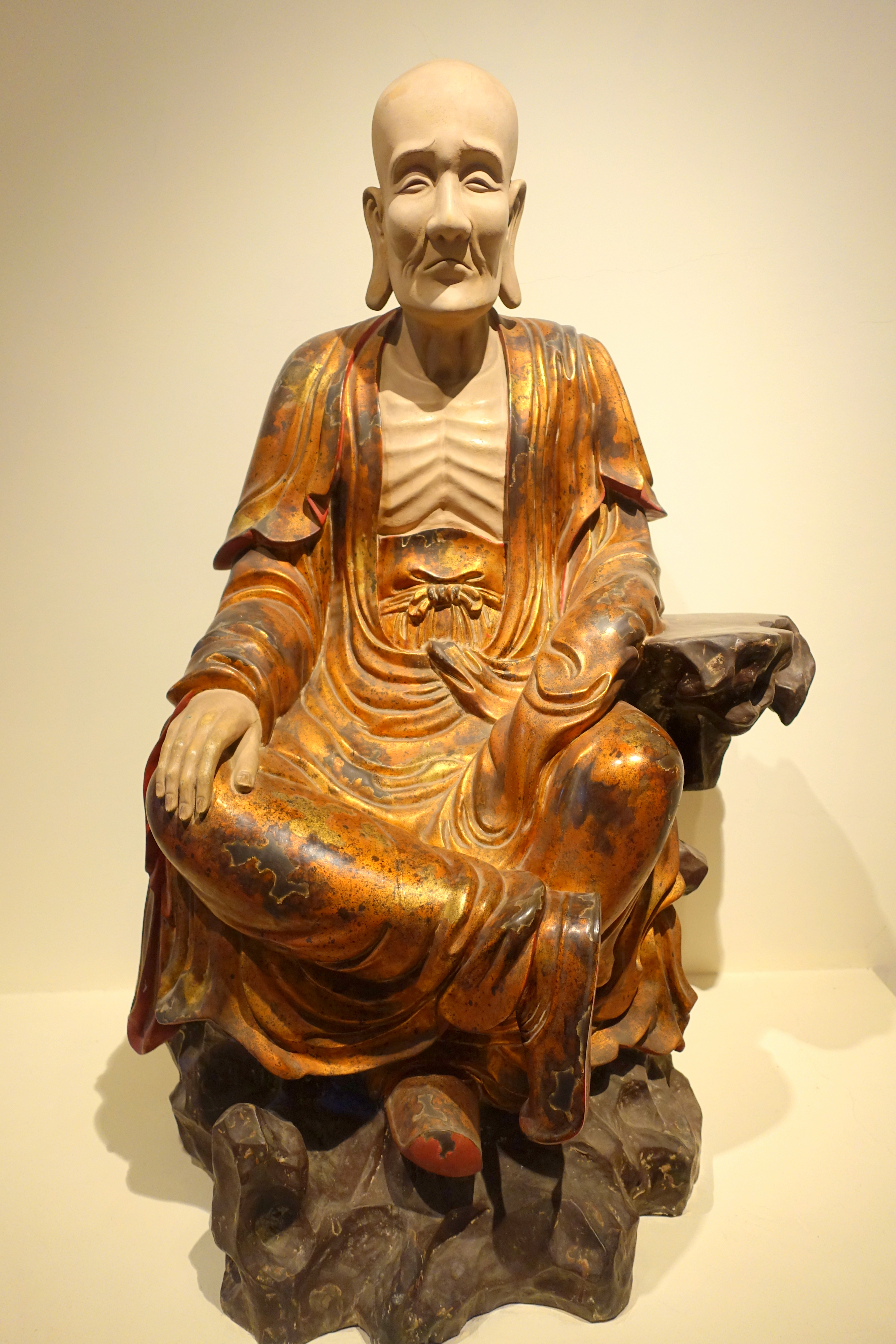
越南河西省西方寺（崇福寺）商那和修像，藏于河内越南国家美术馆

商那和修（梵文：Śāṇavāsi， Sambhūta，Sanakavasa，或 Shanavasa），又譯為舍那婆斯、舍那婆數、舍那波私、舍那和修、奢搦迦、商諾迦縛娑。古印度佛教僧侶，相傳為阿難弟子，證阿羅漢果，是先上座部和大眾部共尊的早期大師。
漢傳佛教中，以他為印度第四祖，列為異世五師之一，禪宗西天二十八祖中以其為印度第三祖。

## 名稱
商那、奢那、設若迦、奢搦迦，是印度一種草名，可能是指大麻或苧麻一類的植物，其纖維可做衣服。商那尊者之名，可意譯為胎衣、自然衣、麻衣、紵衣。

## 生平
商那和修的生平，記載的並不多。
相傳他在摩揭陀國王舍城出生，原是商人，於竹林精舍成為阿難弟子。在阿難於摩揭陀國與毘舍離國間的恒河中涅槃後，居住在摩偷羅國優留曼荼山，在此傳教。相傳商那和修付法給優波鞠多後，至罽賓修行。在其晚年，優波鞠多弟子發生紛爭，商那和修曾出面解決。
在玄奘至印度時，在梵衍那國寺院中，尚保存了商那和修的鐵缽與袈裟。

## 考證
流行於摩偷羅國的《根本說一切有部毘奈耶雜事》記載，奢搦迦尊者與弟子鄔波笈多尊者等離世後，舉行了第二次結集。後來的傳說不斷加工臨終付法譬喻，如《阿育王傳》和《阿育王經》增加了佛陀向大迦葉付法之說，異於《大般涅槃經》和《根本說一切有部毘奈耶雜事》的有關記載，更有彌勒佛將至大迦葉入滅處取釋迦牟尼佛的袈裟之說。
印順法師比對四個部派律藏五種記錄後，認為商那和修可能參與了第二次結集。他認為《根本說一切有部毘奈耶雜事》是杜撰擴編，導致不能如《阿育王傳》等所傳說的那樣，鄔波笈多會見阿育王並參與到其大作佛事的活動中，從而有利於呂澂所支持的南傳佛教阿育王於佛滅218年登位之說。
在七百集結中，東西方的僧團，各自推舉四位長老。在《十誦律》中記載的住在摩偷羅國僧伽遮僧伽藍阿波大羅林的東方長老三菩伽，在《五分律》稱為住在阿哹山的西方長老三浮陀，《四分律》稱住在阿吁恒河山的東方長老三浮陀，《善見律毘婆沙》譯為婆那參復多，《巴利律藏》稱為西方長老三浮陀舍那婆斯，這些記錄中認為其為阿難弟子，應是同一人物的不同譯名，印順法師認為此人即是商那和修。
《阿育王傳》記載的第一次結集合誦了三藏，在商那和修因緣中，提及了七萬七千本生經和一萬阿毘曇隨其入滅而失傳。